# Shane Archbold
Shane Archbold (Timaru, Canterbury, 2 de febrer de 1989) és un ciclista de Nova Zelanda, professional des del 2012 i fins al 2023. Els seus majors èxits els ha aconseguit a la pista.

## Palmarès en pista
- 2010
  - Campió d'Oceania en Òmnium
- 2011
  - Campió d'Oceania en Òmnium
- 2013
  - 1r als Sis dies de Fiorenzuola d'Arda (amb Dylan Kennett)
- 2014
  - Medalla d'or als Jocs de la Commonwealth en Scratch

### Resultats a laCopa del Món
- 2010-2011
  - 1r a Melbourne i Manchester, en Òmnium

## Palmarès en ruta
- 2007
  - Vencedor d'una etapa al Tour al País de Vaud
- 2011
  - Vencedor d'una etapa del Mi-août en Bretagne
- 2013
  - Vencedor d'una etapa del An Post Rás
- 2019
  - Vencedor d'una etapa al Czech Cycling Tour
- 2020
  -  Campió de Nova Zelanda en ruta

### Resultats al Tour de França
- 2016. No surt (18a etapa)

### Resultats a la Volta a Espanya
- 2019. 151è de la classificació general